# کارن سارگسیان (رهبر ارکستر)
کارن سارگسیان (ارمنی: Կարեն Սարգսյան؛ زادهٔ ۱۲ سپتامبر ۱۹۶۲) رهبر ارکستر و موسیقی‌دان اهل ارمنستان است. وی رهبر گروه کر می‌باشد. 

## زندگی‌نامه
وی در ۱۲ سپتامبر ۱۹۶۲ در کاپان به دنیا آمد . وی همچنین برنده جوایزی همچون هنرمند افتخاری جمهوری ارمنستان (۲۰۰۶) و مدال طلای وزارت فرهنگ جمهوری ارمنستان شد.